# Mechra Bel Ksiri
Mechra Bel Ksiri (arabisch مشرع بلقصيري, Zentralatlas-Tamazight ⵎⵛⵕⵄ ⴱⵍⵍⵇⵚⵉⵕⵉ) ist eine nordmarokkanische Stadt mit etwa 31.500 Einwohnern in der Provinz Sidi Kacem in der Region Rabat-Salé-Kénitra. Der Name Mechra bedeutet so viel wie Furt.

## Lage und Klima
Mechra Bel Ksiri liegt auf dem Nordufer des Oued Sebou in einer Höhe von etwa 15 m. Die marokkanische Hauptstadt Rabat liegt ca. 130 Kilometer (Fahrtstrecke) südwestlich; bis nach Tanger sind es etwa 170 Kilometer in nördlicher Richtung. Das Klima ist gemäßigt bis warm; Regen (ca. 570 mm/Jahr) fällt nahezu ausschließlich im Winterhalbjahr.

## Bevölkerung
| Jahr      | 1994   | 2004   | 2014   | 2024   |
| Einwohner | 23.876 | 27.630 | 31.497 | 32.615 |

Die zumeist in der zweiten Hälfte des 20. Jahrhunderts aus den umliegenden Dörfern zugewanderten Einwohner sind zumeist berberischer Abstammung. Man spricht jedoch in der Regel Marokkanisches Arabisch.

## Wirtschaft
In den Dörfern der Umgebung wird in großem Umfang Feldwirtschaft betrieben; Viehzucht (Schafe, Ziegen, Hühner) ist dagegen eher selten geworden. Die Stadt selbst fungiert als regionales Handwerks-, Handels- und Dienstleistungszentrum und bietet die für das Umland wichtigen Ausbildungsstätten und Gesundheitszentren.

## Geschichte
Zur älteren Geschichte des Ortes liegen – wie in den Berbergebieten des Maghreb allgemein üblich – keine schriftlichen Aufzeichnungen vor. Zu Beginn der französischen Protektoratszeit (1912) war der Ort nur ein Dorf mit wenigen Einwohnern; während der französischen Protektoratszeit (1912–1956) erhielt er einen Bahnhof und den Beinamen Petit Paris.

## Sehenswürdigkeiten
Die weitgehend neue Stadt hat keine historisch oder kulturell bedeutsamen Bauten etc. Die Ruinen der Römerstadt Banasa befinden sich knapp 20 km östlich.